# Rysslands liberaldemokratiska parti
Rysslands liberaldemokratiska parti (ryska: Либерально-демократическая партия России, förkortat ЛДПР) är ett ryskt politiskt parti grundat i april 1991 då reformerna i Sovjetunionen uppnådde ett flerpartisystem. Partiets grundare, Vladimir Zjirinovskij, var partiledare fram till sin död i april 2022. Han efterträddes som sådan den 18 maj 2022 av Leonid Slutskij.

## Historia
År 1991 blev partiet det första registrerade oppositionspartiet i Sovjetunionen under namnet Sovjetunionens liberaldemokratiska parti. Partiet skapades gemensamt av KGB och det styrande kommunistpartiet, ursprungligen ämnat som en skenopposition. I de turbulenta åren efter Sovjetunionens upplösning vann partiet många röster på populistisk retorik samt väljarkårens missnöje med de två andra alternativen, Boris Jeltsin och Ryska federationens kommunistiska parti.
Partiet erhöll 13,1 % av rösterna i det ryska parlamentsvalet 2016 och har 39 mandat i Statsduman, det ryska underhuset.

## Politisk plattform
Partiets politik är namnet till trots varken särskilt liberal eller demokratisk utan alltifrån konservativ till ultranationalistisk, närmast revanschistisk och baserad till stor del på en föreställning om återuppbyggnad av det Ryska imperiet.
Partiet förkastar både kommunism och västlig kapitalism och förespråkar strikt, auktoritärt styre med särställning för etniska ryssar och vill utvidga Ryssland till sina "naturliga gränser", alltså skapa ett slags Storryssland. Man har sagt att ryska minoriteter i Baltikum ska skyddas från "diskriminerande lagstiftning" och ges ryska medborgarskap. Partiet fokuserar även stort på kriminalitet och Zjirinovskij har bland annat sagt att alla ledare för kriminella nätverk skall arkebuseras.

## Valresultat

### Val tillstatsduman1993–2016
| Årtal | Andel av rösterna                        |
| ----- | ---------------------------------------- |
| 1993  | 22,9 % (största parti)                   |
| 1995  | 11,2 %                                   |
| 1999  | 6,0 % (under namnet Zjirinovskijs block) |
| 2003  | 11,5 %                                   |
| 2007  | 8,1 %                                    |
| 2011  | 11,7 %                                   |
| 2016  | 13,1 %                                   |

### Presidentval
| Årtal | Kandidat              | Andel av rösterna            |
| ----- | --------------------- | ---------------------------- |
| 1991  | Vladimir Zjirinovskij | 7,8 %                        |
| 1996  | Vladimir Zjirinovskij | 1:a omg.: 5,7 %, 2:a omg.: - |
| 2000  | Vladimir Zjirinovskij | 2,7 %                        |
| 2004  | Oleg Malyshkin        | 2,0 %                        |
| 2008  | Vladimir Zjirinovskij | 9,5 %                        |
| 2012  | Vladimir Zjirinovskij | 6,2 %                        |